# British Lawnmower Museum

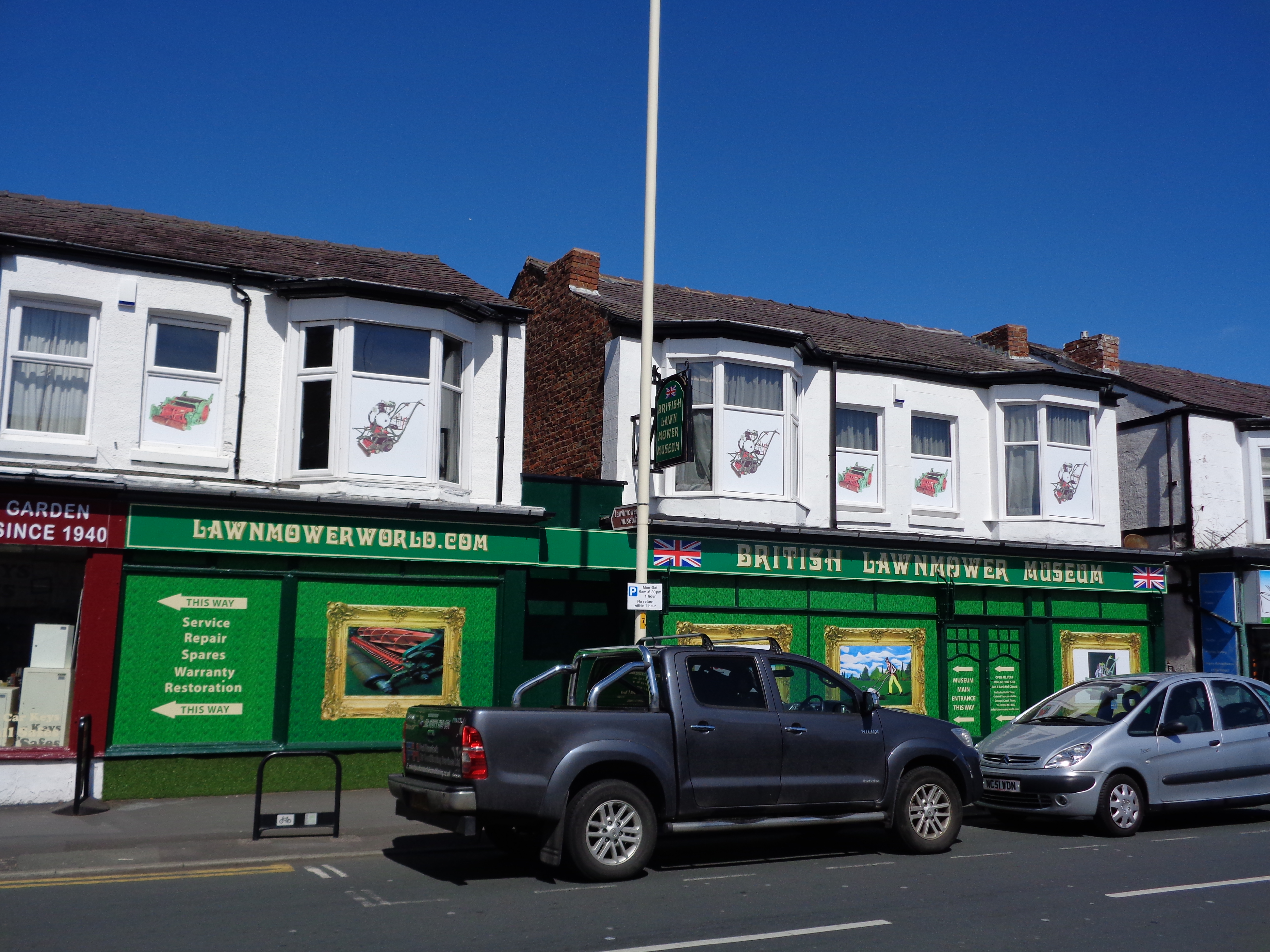
Gevel van het museum

Het British Lawnmower Museum is een bescheiden, aan grasmaaiers gewijd museum in de Noord-Engelse stad Southport. Het museum is ontstaan uit een familiebedrijf dat in grasmaaiers handelt en het werd in 1991 geopend. Het British Lawnmower Museum is een van twee aan dit apparaat gewijde musea in het Verenigd Koninkrijk, de andere bevindt zich op het landgoed Trerice in Cornwall.

## Achtergrond
Een strak gemaaid gazon is voor menig Brit een trots bezit, hoewel er aanwijzingen zijn dat de Britten er minder tijd aan te besteden hebben dan vroeger en de klimaatverandering zou ook nog invloed kunnen hebben op het onderhouden van gazons.
Het Middelengelse woord launde betekende van oorsprong een open plek in het bos, maar werd later ook gebruikt voor aangelegde terreindelen die daarop leken. Ook de bij landbouwnederzettingen behorende gemeenschappelijke gronden werden wel met die term aangeduid. Gras dat daar groeide werd kort gehouden door het vee dat er graasde. Vanaf de zestiende eeuw werden voor het eerst gazons aangelegd rond de huizen van de rijken in Frankrijk en Engeland, hoewel deze eerder met kamille en thijm werden beplant dan met gras. De eerste beschrijving van het "Britse gazon" dateert van 1625, toen Francis Bacon het essay Of Gardens schreef. Daarin stelde hij:

Niets is plezieriger voor het oog dan groen gras dat netjes geschoren is.

In 1830 vond Edwin Beard Budding de grasmaaier uit. Daarvóór was het onderhouden van een gazon een kostbare aangelegenheid omdat het gras met behulp van een zeis met de hand gemaaid moest worden. Na de komst van de grasmaaier konden meer mensen zich een gazon veroorloven.

## Het museum
In het British Lawnmower Museum is een collectie van zo'n 300 objecten bijeen gebracht, hoofdzakelijk grasmaaiers en ander tuingereedschap, daterend vanaf begin negentiende eeuw. Van de maaier van Budding bezit het museum een replica en verder beschikt men over talloze modellen grasmaaiers. Modernere maaiers komen in het museum eveneens aan bod, tot en met een maairobot die op zonne-energie loopt. Daarnaast heeft het museum de beschikking over grasmaaiers die voorheen aan beroemdheden toebehoorden, waaronder die van Prins Charles en Prinses Diana.
Verder heeft het museum een collectie boeken, patenten en blauwdrukken, waaronder enkele van de oudste grasmaaiers en van tuinmachines vanaf 1799.

## Trivia
- Het museum is ook betrokken bij races voor gemotoriseerde en ongemotoriseerde grasmaaiers, onder meer georganiseerd door de sinds 1973 bestaande British Lawnmower Racing Association.